# Lyin' Eyes
"Lyin' Eyes" é uma música escrita por Don Henley e Glenn Frey, gravada pela banda Eagles.
É o segundo single do álbum One of These Nights. A música foi premiada com um Grammy Awards na categoria "Best Pop Performance By A Duo Or Group With Vocal".

## Paradas
Singles
| Ano  | Single       | Parada                | Posição |
| ---- | ------------ | --------------------- | ------- |
| 1975 | "Lyin' Eyes" | Adult Contemporary    | 3       |
| 1975 | "Lyin' Eyes" | Billboard Pop Singles | 2       |